# Chappe (cratère)
Chappe est un cratère lunaire situé sur la face visible de la Lune. Il se trouve au nord du cratère Hausen et du cratère Pilâtre. Au sud se situe le cratère Blanchard. Le sol du cratère Chappe est bosselé et inégal. Le bord est à peu près circulaire, avec un petit cratère situé le long de la bordure orientale. 
En 1994, l'Union astronomique internationale a donné le nom de l'astronome français Jean Chappe à ce cratère lunaire qui était identifié avant ce changement sous le nom de "Hausen A".